# Zanthoxylum finlaysonianum
Zanthoxylum finlaysonianum är en vinruteväxtart som beskrevs av Nathaniel Wallich. Zanthoxylum finlaysonianum ingår i släktet Zanthoxylum och familjen vinruteväxter. Inga underarter finns listade i Catalogue of Life.